# Porto Moniz
Porto Moniz es una ciudad en la isla de Madeira (Portugal), cuya población es de 2 927 habitantes (2001).
Es una Localidad costera y de antiguo clave de ballenero, Es famosa por las piscinas naturales de la localidad, recibe la mayoría de turista, a pesar de que solo tiene un hotel. La Insfraetructura ha mejorado mucho por sus túneles y carreteras, es una de las mejores vías de Portugal.

## Geografía
| Noreste: Océano Atlántico | Norte: Océano Atlántico |                   |
| Oeste: Calheta            |                         | Este: São Vicente |
| Sureste: Calheta          | Sur: Ponta do Sol       | Suroeste:         |

### Organización territorial
Las 4 parroquias de Porto Moniz incluyen:
| Parroquia         | Población | Área     | Densidad | Altitud | Localización                           |
| ----------------- | --------- | -------- | -------- | ------- | -------------------------------------- |
| Achadas da Cruz   | 220       | 10 km²   | 22/km²   | 575 m   | 32.833 (32°50') N 17.21667 (17°13') W  |
| Porto Moniz       | 1700      | 21 km²   | 81 km²   | 336 m   | 32.85 (32°51') N 17.1667 (17°10') W    |
| Ribeira da Janela | 291       | 19,9 km² | 14,6/km² | 575 m   | 32.833 (32°50') N 17.15 (17°9') W      |
| Seixal            | 716       | 29,5 km² | 24,3/km² | 470 m   | 32.81667 (32°49') N 17.11667 (17°7') W |

## Referencias

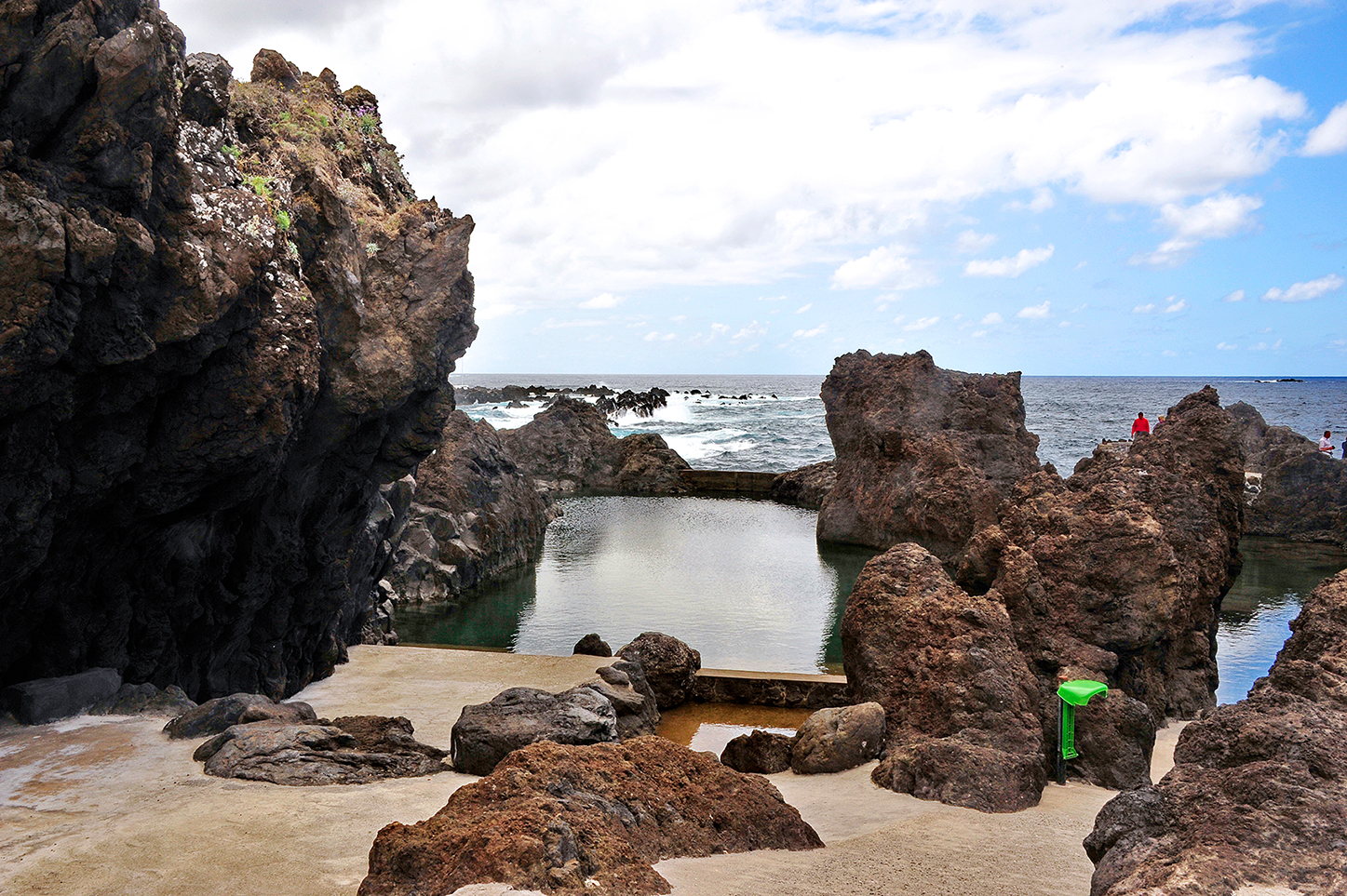
Piscina naturales.
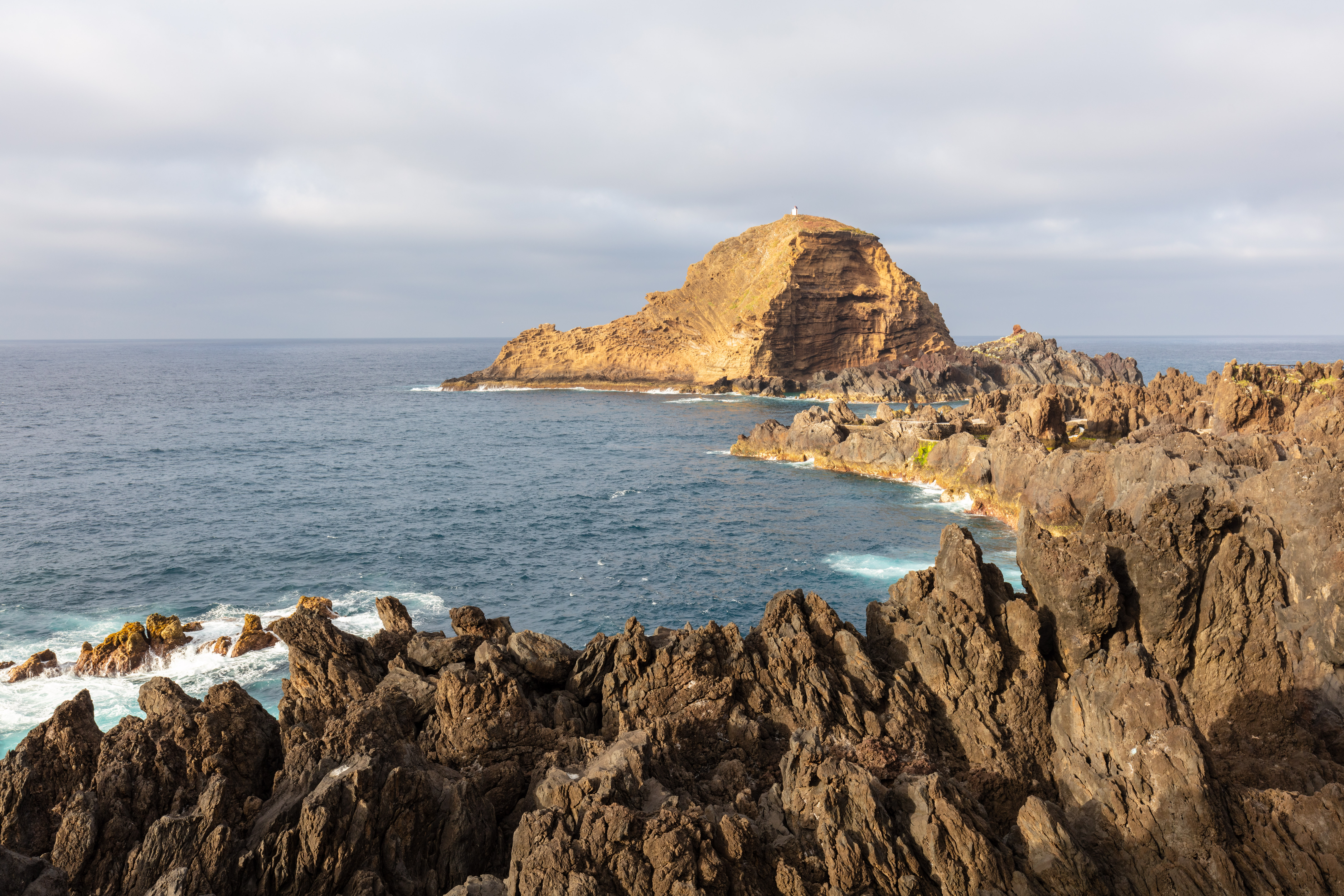
Vista general de las piscinas.
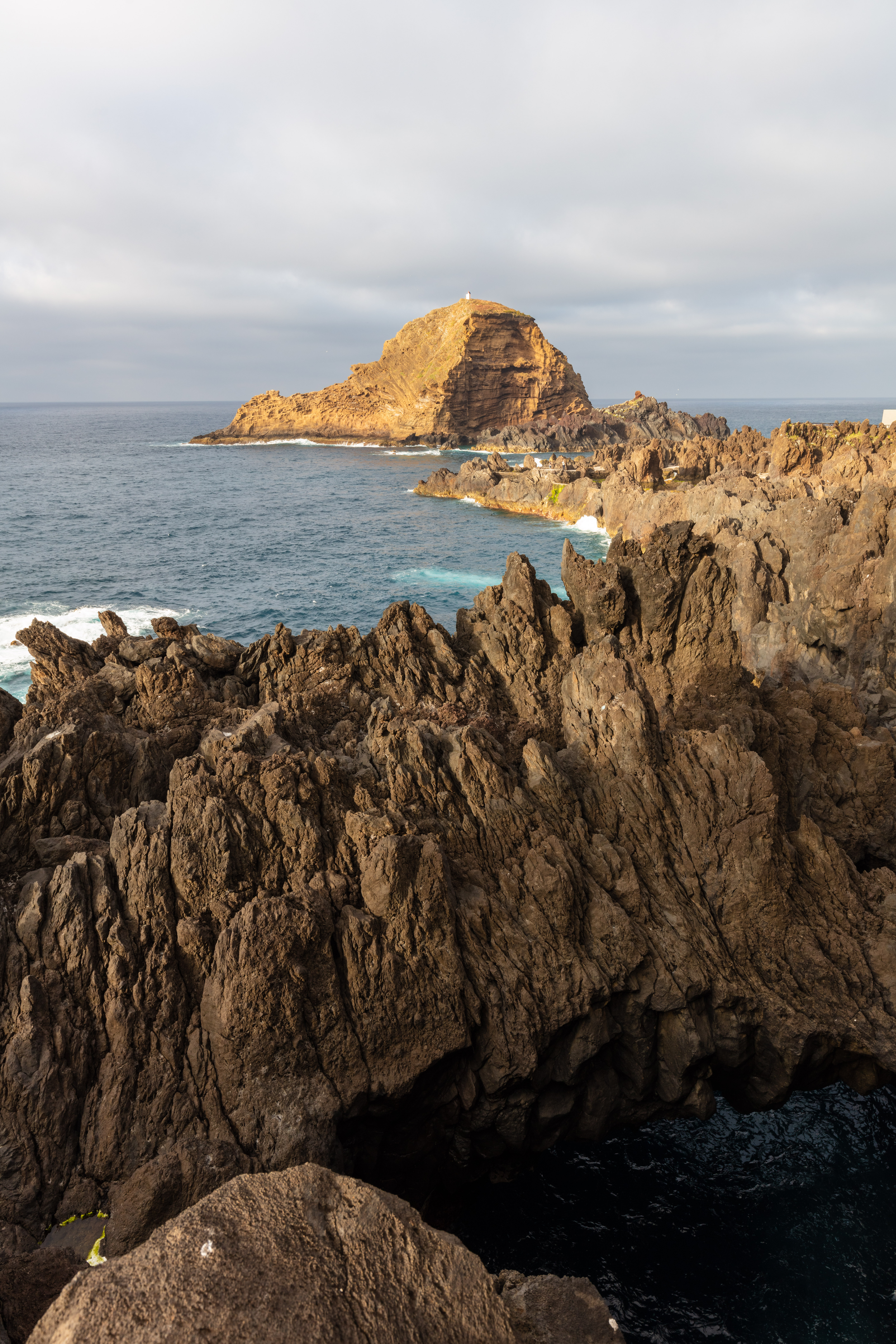
Otra vista.
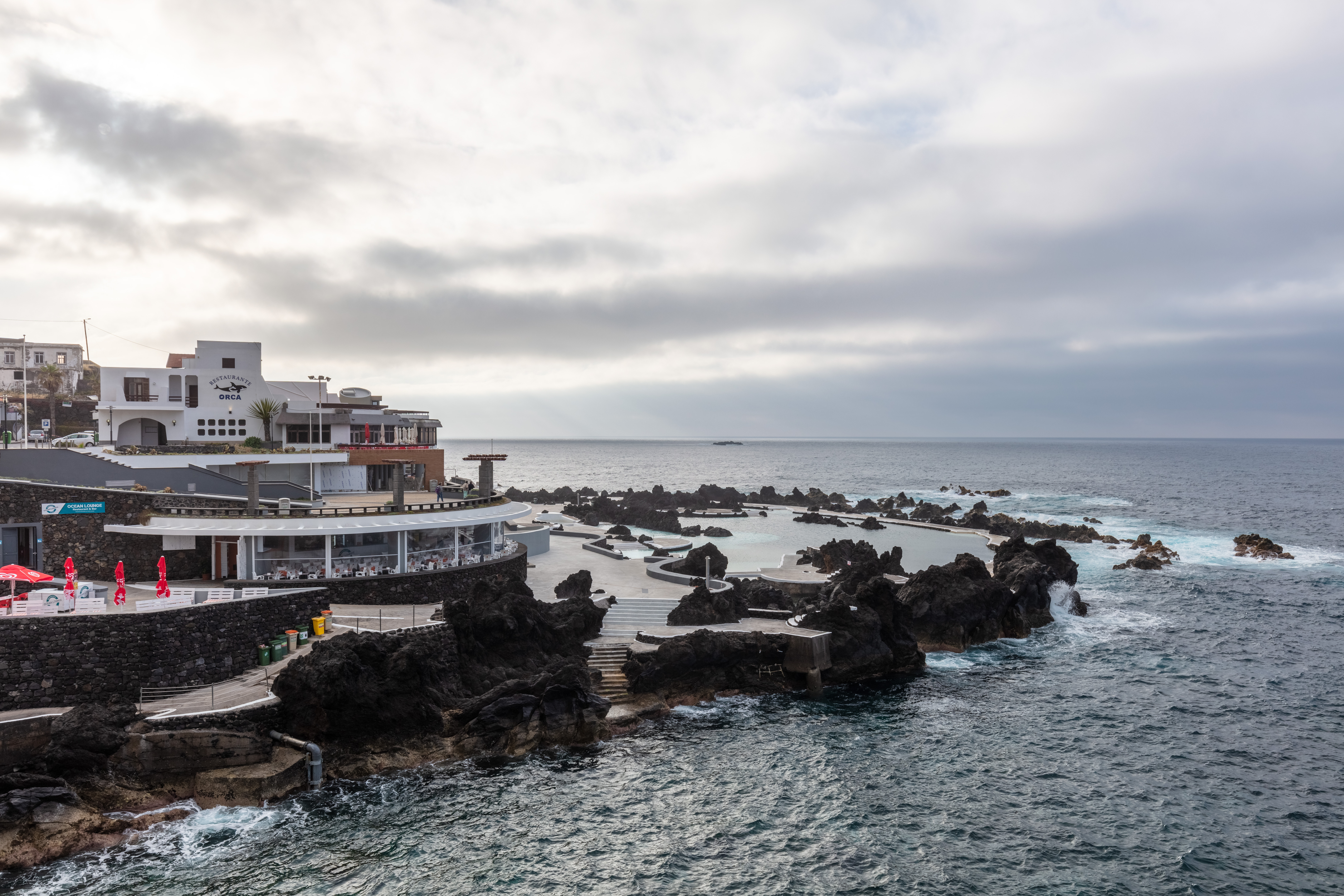
Edificios junto a las piscinas.